# Viben
Viben is een lied van de Nederlandse muziekgroep K-Liber. Het werd in 2004 uitgebracht als single en stond in hetzelfde jaar als tiende track op het album Schuurpapier.

## Achtergrond
Viben is geschreven door Gianward La Croes en Richard Beharry en geproduceerd door La Croes. Het is een bubblinglied waarin de  artiesten tegen een vrouw zingen tegen een vrouw dat ze met hun komen "viben", wat straattaal is voor het "dansen". Het is de eerste Nederlandstalige hit van de muziekgroep, die eerder vooral in het Papiaments zong. In de bijbehorende muziekvideo, welke heeft bijgedragen aan het succes van het lied, zijn sensueel dansende vrouwen te zien. Op de B-kant van de single staat het lied Boeng tranga, welke als negende track op hetzelfde album stond. De single heeft in Nederland de gouden status.

## Hitnoteringen
De artiesten hadden enorm succes met het lied en was voor hun de grootste hit. Het kwam tot de tweede plaats van de Top 40, waarin het veertien weken te vinden was. De piekpositie van de Single Top 100 was de derde plek. Het stond 22 weken in deze hitlijst.